# 危嶽
危嶽（1491年—？年），字繼申，號雙江，湖廣辰州府沅州黔陽縣人，明朝政治人物。

## 生平
七月十九日生，治《春秋》，嘉靖七年（1528年）由國子生中式戊子科應天府鄉試第二十五名舉人，嘉靖八年（1529年）聯捷己丑科會試第三百六名，第三甲第二十五名進士。授吉安府推官。

## 家族
曾祖危思銘，監生；祖危守信，教諭；父危德，通判；母蔣氏。具慶下，妻潘氏，行一，弟崇；岕；嵂。